# ハインツ・ワルベルク
ハインツ・ワルベルク（Heinz Wallberg、1923年3月16日 - 2004年9月29日）は、ドイツの指揮者。ヴァルベルクとも表記される。

## 生涯
1923年、ドイツノルトライン＝ヴェストファーレン州ハム生まれ。ドルトムントとケルンの音楽大学で学ぶ。1946年より指揮活動を開始し、以来数々のドイツ各地の歌劇場の指揮者や音楽総監督を務めた。最終的にはエッセン歌劇場の総監督を務めつつウィーン国立歌劇場に頻繁に客演した。
日本との関係では、1966年よりNHK交響楽団を頻繁に指揮し、2004年に亡くなるまで客演を続けた。NHK交響楽団との最後の共演は2004年2月28日土曜日にNHKホールで行われた第1510回定期演奏会であり、このときのプログラムはワルベルク生誕80年を記念して1966年に初めてNHK交響楽団に登場した際のプログラムをほぼ忠実に再現したものであった。

## 年譜
- 1954年 - 1955年　アウクスブルク歌劇場音楽監督
- 1955年 - 1960年　ブレーメン劇場音楽総監督
- 1960年 - 1974年　ヴィースバーデン・ヘッセン州立劇場音楽総監督
- 1964年 - 1975年　ウィーン・トーンキュンストラー管弦楽団首席指揮者
- 1975年 - 1982年　ミュンヘン放送管弦楽団首席指揮者
- 1975年 - 1991年　エッセン歌劇場総監督

## 録音について
録音はあまり多くないが、ヘルマン・プライ、エッダ・モーザー、ジークフリート・イェルザレム、ヘレン・ドーナトと豪華な顔ぶれを集めた『メリー・ウィドウ』のCDや、ウィーン交響楽団を指揮してのガラコンサート「ウィーンの春」シリーズのDVDなどが今日も親しまれている。オペレッタ映画ではレハールの「ジプシーの恋」（ミュンヘン放送管、ジャネット・ペリー主演）、ミレッカーの「ガスパローネ」（ミュンヘンフィル、アーリン・ソーンダース主演）などの指揮をつとめている。

## 評価
NHK交響楽団で首席オーボエ奏者を務めた茂木大輔は「陽気で、よく歌う、心温まるドイツのマエストロ、劇場型指揮者であると感じた」と述べている。